# Скотланд (Вирџинија)
Скотланд (енгл. Scotland) насељено је место без административног статуса у америчкој савезној држави Вирџинија.

## Демографија
По попису из 2010. године број становника је 203.
| Група             | 2000.    | 2010.       |
| Белци             | 0 (0,0%) | 130 (64,0%) |
| Афроамериканци    | 0 (0,0%) | 68 (33,5%)  |
| Азијати           | 0 (0,0%) | 0 (0,0%)    |
| Хиспаноамериканци | 0 (0,0%) | 1 (0,5%)    |
| Укупно            | 0        | 203         |